# Voglans
Voglans este o comună în departamentul Savoie din sud-estul Franței. În 2009 avea o populație de 1.667 de locuitori.

## Evoluția populației
| An        | 1975 | 1982 | 1990  | 1999  | 2006  | 2009  |
| --------- | ---- | ---- | ----- | ----- | ----- | ----- |
| Populație | 831  | 898  | 1.015 | 1.447 | 1.639 | 1.667 |